# ギガンティック ドライブ
『ギガンティック ドライブ』（GIGANTIC DRIVE）は、エニックス（現スクウェア・エニックス）が2002年8月29日に発売したPlayStation 2専用ゲームソフト。開発はサンドロット。突如、世界各地に現れ、破壊の限りを尽くす謎の巨大人型兵器“ヴォルガーラ”と人類の戦いを描く。

## 概要
本作は巨大ロボット同士の戦いを描いた3Dアクションゲームである。本作の最大の特徴は、主人公（プレイヤー）がロボットの内部に乗り込むコックピット方式ではなく、コントローラによる遠隔操作を採用していることである。そのため、ロボットを第三者的に見る主人公の視点がそのままゲーム画面になる（厳密にはカメラは主人公の後ろを追うように動くため、基本は客観視点となる。任意で主観視点に切り替え可能）。独特の操縦法法を採用しており、右腕、左腕、右脚、左脚など細かく分かれた部位を、コントローラーの対応したキーを操作することでまさしくロボットの「一挙手一投足」まで操ることが可能である。これはサンドロットのスタッフがヒューマン時代に製作・発売したPlayStation用ソフト『リモートコントロールダンディ』のシステムをそのまま受け継いでおり、舞台やゲーム構成に似た部分も多々見受けられる。
主人公がロボットに近づきすぎると戦闘に巻き込まれる危険性が生じ、反対に遠すぎると戦闘が見えなくなってしまう。このため、プレイヤーは主人公とロボット（機人）の操作を状況に応じて切り換える必要がある（その間も戦闘はリアルタイムで継続される）。また、『リモートコントロールダンディ』は常に主観視点でフィールド上に人間は表示されなかったが、今作は上述の通り主人公の背後をカメラが追う客観視点であり、ポリゴンで描かれたキャラクターがマップ上に登場するようになった。今作では主人公は特殊な装置による飛行が可能であり、戦闘中にロボットの上に乗ることができる（※搭乗ではない）うえ、自機はもちろん敵機の上に乗ることもできるようになった。
戦いの舞台となる街並みはリアルスケールで丁寧に描かれており、ほぼすべての建築物が破壊可能である。『リモートコントロールダンディ』では被害を弁償しなければならず、損害が増え過ぎると最終的に破産してゲームオーバーにすらなったが、今作ではそう言った要素は廃され、いくら街の被害が拡大しても咎められることは殆どないという極めて高い自由度となった。『リモートコントロールダンディ』同様、特定の建物を破壊することで発生するイベントもあるが、今作では一部のミッションを除き、故意に建物を破壊しても大きな問題はない（ただし、特別報酬などのボーナスがもらえなくなることがある）。しかし、主な戦闘地域は主人公の地元であり、戦闘によって主人公の友人の自宅や勤務先に被害が生じる恐れがある。そうなると彼（彼女）らの生活に影響が出てしまうため、それを守るならばできるだけ被害を抑える戦い方が求められる。逆に敢えて困窮させるという選択肢もあり、ペナルティもほぼ無いため、彼らの生活を守るかはプレイヤーの判断に委ねられる。
戦闘に巻き込まれたり、パトカーに撥ねられたり、敵や機人に踏みつけられれば当然ダメージを受けるが、高所からの落下や建物の倒壊に巻き込まれるなどと言った攻撃以外の要因によるダメージは無く、『リモートコントロールダンディ』と違って水に入ってもノーダメージで泳げる。以上の事から、『リモートコントロールダンディ』と比べて自由度が重視された作りとなっており、これらの要素の多くはゲームエンジンを流用した地球防衛軍シリーズに受け継がれていく。
なお、次のミッションでは街がすべて再建されているほか、システム上おかしな状況が発生することがよくあり（逃げ回る群集を機人で踏みつける、イベント中にキャラクターがパトカーに轢かれる、戦闘中でもないのに主人公がグレネードで街を破壊可能である、など）、シリアスな世界観とのギャップが激しい。

## ゲームシステム
ゲームは各話に設定されたクリア条件を達成していくミッションクリア方式。ストーリーモード中はクリア済みのミッションの再挑戦は出来ないが、チャレンジモードではストーリーモードでクリアしたミッションを個別で何度でもプレイできる（主人公も選択可能）。
ごく一部を除き、ミッションでは出現する敵の撃破を目指す事になる。敵はミッション開始時から登場しているか、ストーリーを進める事で出現するかミッションによって異なり、敵のいない状況では目的地に向かって移動したり、キャラクターと会話をすることでストーリーを進める。敵が出現すると機人を出動させる事になるが、ミッションによっては発進可能まで時間が掛かり、それまで周囲の地形を把握したり敵の攻撃を凌ぐと言った行動が必要な場合もある。出撃可能な機人はゲームを進めると増えていき、一部ミッションを除いて発進時にどの機体を出撃させるか選択する。
戦闘では主人公と機人の操作を切り替えながら戦う。機人操縦中は主人公は身動きが出来ないため、操縦に適した位置に移動しなければならない。逆に主人公の移動中は機人は敵前であっても無防備になってしまう。敵を撃破すればミッションクリアだが、一部のミッションでは複数の敵が出現することもある。敵を倒すと報奨金がもらえ、それを元に主人公の装備の強化や機人の改造が行える。ミッション終了時に特定の建物が破壊されずに残っていると報奨金が上乗せされる。ミッションクリア後は河崎友絵によるニュース番組形式で戦闘の被害が報告された後、リザルト画面に移る。プレイ状況によっては更にイベントが発生することも。主人公か機人のどちらかの体力が無くなるとミッション失敗となり、ミッション冒頭から再挑戦となる。ミッション間にはインターミッション画面に移り、主人公や機人の強化、データの保存を行う。
ミッション中は敵以外にもキャラクターが登場する事があり、他の一般市民同様、頭上に乗ったり、機人で掴んで投げる事が可能。敵の攻撃から守る必要などは無く、ダメージを受け過ぎると倒れて動かなくなってしまうが、イベントが進めば何事も無く復活するので問題は無い。時には主人公に追随する場合もあるが、ジャンプは出来ないので徒歩で越えられないような段差には引っ掛かってしまう（置き去りにしても基本的にデメリットは無い）。一部ミッションでは特定キャラが倒れたり護衛対象の建物が破壊されるとミッション失敗になる場合もある。

## 登場人物

### 主人公
文明保全財団理事長代理。千丈第一高校2年生。17歳。本編に登場するのは、3人のうち主人公（理事長）に選んだ1人のみである。また、それぞれ細かなキャラ設定はされてはいるものの、ストーリー中に個性が強く現れているわけではない。選んだ主人公によるシナリオの分岐なども無く（専用のイベントが少しある程度）、台詞も口調が違う程度でほとんど変わらない。また、フルネームが設定されているにもかかわらず、作中では「月岡」か「理事長」と呼ばれるのみで下の名前は表示すらされていない。いずれも月岡家没落の原因となった機人に対して当初は良い感情を抱いていなかったが、戦いを通じて絆を育んでいく。しかし、時には奈々穂の働く店を繁盛させるために大型スーパーを機人で破壊することすら考えると言った常軌を逸した一面を見せる。
月岡 直人（つきおか なおと）
声 - 鈴村健一
本作の主人公の一人。正義感が強くスポーツ万能で、趣味はテレビゲーム。いわゆる熱血系。様々な運動部に声を掛けられているが、部活に入る事も無く毎日を気楽に過ごしている。月岡家を破産に導いた機人に憎悪に近い感情すら抱いているが、機人を用いらなければヴォルガーラと戦えないことにジレンマを感じている。
月岡 涼（つきおか りょう）
声 - 千葉進歩
本作の主人公の一人。学年トップの成績優秀で喧嘩も強く、やや斜に構えたところのあるクールな性格。女子生徒から人気があるが、本人は気にしていない。趣味はバイク。月岡家没落の原因を理解しつつも、自分の立場や機人の存在に複雑な感情を抱いている。
月岡 結衣（つきおか ゆい）
声 - ゆかな
本作の主人公の一人。誰にでも優しく接する少女で、男子生徒からの人気が高い。昭和のロボットアニメが好きだが、機人は「ポンコツ」呼ばわりするほど反感を持っている。作中では飛び回るシーンが多いためスカートは自主規制らしくショートパンツを履いている。説明書のプロローグの文章は彼女を主人公として描かれている。主人公紹介頁で紹介文が細かい、イラストも大きい等と優遇されている。また、彼女を主人公にした場合のみ男性キャラクターとの特殊イベントや個別エンディングが用意されているが、他2人と同様に女性キャラクターとエンディングを迎えることも可能。

### 文明保全財団
ヘルマン・ウィルツ
声 - 小杉十郎太
機人の動力源、アルケミック・ドライブを開発したドイツ人の科学者。35歳。三千年委員会の中心メンバーで、対ヴォルガーラ戦の作戦立案や指揮を執る。元々はドイツの研究所で次世代型エネルギー機関の開発を行っていたが、資金難で計画が中止せざるを得ない状況で三千年委員会が資金提供を申し出た事で来日し、委員会入りする。その後、委員会が解散して多くの研究者が去っても千丈に残り、機人の完成に心血を注いできた。文明保全財団所属。ロボットの操作等の際は「やってみろ！」「○○するんだ！」と命令口調で話す。
木南 薫子（きみなみ かおるこ）
声 - 雪乃五月
文明保全財団所属の通信オペレーター。22歳。年齢不相応に冷静かつ的確な指示をする女性で同僚達からの信頼は厚い。可愛いもの好きな一面を持つ。最近、財団の近くのマンションに引っ越してきたばかりであるため、戦闘中はマンションが破壊されないか気が気でならない。そのため、マンションを破壊してしまうと、嫌味とも取れる態度をとるイベントが3回まで発生する。家を破壊できるオペレーターという点は『リモートコントロールダンディ』の美村美幸と同様。
京野 沙希（きょうの さき）
声 - 浅川悠
文明保全財団の経理部部長。28歳。財務に厳しく、薫子と共に“鬼の京野、仏の木南”と称される。以前は財務省に勤務していたが、財団の前理事長の言葉に感銘を受け、財団入りした。登場当初は心臓が弱く、建物が破壊されて報奨金が減る度に苦しんでいたが、いつの間にか平然と他人事のような態度をとるようになっていた。
蓬莱（ほうらい）
声 - 石塚運昇
三千年委員会を設立し、機人を開発した天才科学者。62歳。ヴォルガーラの存在にいち早く気付き、各国政府に警鐘を鳴らしてきたが、彼の思想は日本政府からは危険視されている。物語冒頭のヴォルガーラとの戦闘に巻き込まれ、消息不明となる。文明保全財団所属。
その目的は主人公の機人を憎む心を利用し、ヴァヴェルの「ジェネシスモード」を発動させることにあった。終盤にて目的のため姿を現すが、それまで一切出番がない。

### 主要人物の関係者
三咲 奈々穂（みさき ななほ）
声 - 有島もゆ
主人公の中学時代からの友人で、千丈第一高校2年生。17歳。歳の割に幼く見える外見から、学校では妹系の女の子として人気だが、どこか幸薄い雰囲気を漂わせ、主人公以外とは積極的に付き合おうとしない。設定上は直人、涼に対して世話好きな面を見せつつ甘えることもあるとされるが、作中では特に描かれない。
ある理由から家族のもとから離れ、祖母と二人暮しをしていた。しかしヴォルガーラの襲撃で祖母を亡くした為、アパートで一人暮らしを始める。ヴォルガーラとの戦争による物価高で生活が困窮し、生活のために複数のアルバイトを手がけている。その為、彼女のバイト先がよくミッション中に登場し、破壊されるか否かで彼女の生活に影響する。生活の苦しさ故に、小さく切って揚げたパンを水で煮て塩を掛けただけという、料理とすら呼べぬ代物のみを食べていた時期があった。主人公の行動次第では生活が改善され、コロッケ程度なら主人公に振る舞えるようになる。最終的には八百屋の「八尾屋」に住み込みで働くようになる。
ストーリーの進行次第で判明するが、勝の妹である。離別の理由は、豊かだが「死の商人」として財をなしているという家族の事実を知った祖母に連れられて家を出た為である。故に祖母が亡くなった後も実家に帰る事を頑なに拒んで一人で苦しい生活を続けている。彼女の素性を知るためにはバイト先を破壊し続ける必要がある。
恋愛値なる数値が設定されており、ゲーム中での彼女（あるいはその周辺）への対応によって終盤の展開やエピローグが変化する。しかし生活状況は恋愛値と直接の関係は無く、際限無く困窮させてもエンディングは到達可能。エンディングでは生活状況により、八尾屋で暮らし続けるか、仕事を探して東京へと去っていくかが分岐する。どちらの場合でも個別エンディングを迎えると、千丈に新たに建設されるブルノーズの研究所に就職する結末となる。
エレン・ブルノーズ
声 - 今井由香
ブルノーズ重工の社長令嬢。17歳。フランス人。美人で胸も大きいが、本人はそこに触れられることを「低俗」と嫌がっている。かつて男主人公と婚約していたが、月岡家の没落とともに婚約を解消（主人公が結衣の場合は友人となる）。今は三咲重工の御曹司・勝との結婚を両親によって勝手に決められたことに反発、家を飛び出し、日本の避難誘導隊に務めている。やや乱暴な男性口調で話すが、本人は美しい日本語を話していると誤解しており、主人公に指摘されるまで全く気付いていなかった（フランス語では女性らしい清楚な口調との事）。
恋愛値が設定されているので彼女への対応も終盤に影響する。また、避難誘導隊の服と私服の二つの服装のパターンがあり、ポリゴンモデルも二種類用意されている唯一のキャラである。戦いの後は家族と和解し、ブルノーズ再建のためにフランスに帰るが、一年後には千丈に戻ってくる（奈々穂、奏也のエンディングでも同様）。
蓬莱 奏也（ほうらい そうや）
声 - 小西克幸
第4の機人、ヴァルドルを操る謎の青年。たびたび主人公の前に姿を現し、窮地を救っては去っていく。その真意や目的は不明。
正体は蓬莱博士の息子であり、彼の意思に基づいて機人の本来の機能を呼び覚まそうとしていた。
終盤では主人公に敗北した後、敵陣に奇襲をかけた主人公に対し後方支援という形で加勢に回った。友軍を襲撃したヴォルガーラを圧倒的な力で撃破したが、最後に現れた暗黒神ブロゥには及ばず敗北したものの生存している。男主人公の場合はその後は姿を見せないが、女主人公のみ場合によっては以降からアスモダイとのラストバトルまで常に同行することになる。
女主人公なら彼と仲を深めることも可能だが、奈々穂、エレンと違って恋愛値は用意されていないため、彼女達のどちらとも仲良くしないという条件となっている。個別エンディングでは、文明保全財団とブルノーズ重工が新たに立ち上げる機人のプロジェクトに、世界初の機人操者として参加するべく千丈に戻ってくる。
三咲 勝（みさき しょう）
声 - 私市淳
三咲重工の御曹司。17歳。現在のエレンの婚約者。態度はでかいが経営手腕は抜群で次期社長との呼び声は高い。美人でスタイル抜群で胸も大きいエレンに惚れているが、当初はエレンからはうっとうしがられていた。男主人公がかつてエレンの婚約者だったと知ると「エレンに近づくな」と一方的に敵視する。ストーリー終盤にはお互いを認め合いエレンからも評価されるようになる。苦しい生活を続けている妹の奈々穂を案じており、実家に戻るように呼びかけている。言動も容姿も「嫌味な性格の美男子」というイメージが強いが、性根は真面目で良識的な人物であり、妹同様に家業に対して複雑な感情を抱いているが、ヴォルガーラの襲来に対して彼なりの使命感を持って仕事に取り組んでいる。エレンとの婚約が破棄された場合でも恨み節をぶつける事はなく、ただ自分の力で会社を立て直す決意を語り、嫌味を言っていた主人公すらも認識を改めるほどだった。
展開次第ではアストモダイとのラストバトルにて、三咲重工とブルノーズが共同開発した軌道レーザー砲「天門（あまかど）」で主人公を援護。エーテル砲の機能を低下させ発射頻度を落とさせた。なお、無理に出力を上げて動かしたせいで天門は故障し、5000億が損失したという。
恋愛値ではなく不幸値が設定されており、彼の会社を破壊すると上昇する。不幸値が増え続けるとエレンとの婚約が破棄になり、エレンの恋愛値が上がる一方で上記のラストバトルでの援護がなくなってしまう。上記の三人のように同行する機会は無いが、マップ上にキャラクターとして登場することはある。戦いの後は傾きかけた三咲重工の立て直しのために学業と経営に大忙しであることが語られる。

### その他の人物
河崎 友絵（かわさき ともえ）
声 - 紗ゆり
報道機関BNNの看板となる人気キャスター。34歳。彼女に憧れてBNNに入社する者は多いが、恋多き人物であり芸能人とのスキャンダルも事欠かない。ミッションの終了時に被害状況を報道してくれる。終盤、美香が死亡した場合はアスモダイとの最終決戦で代わりにリポートを行う。
番原 美香（ばんばら みか）
声 - 平松晶子
BNN千丈支局の新人リポーター。強気な25歳。河崎のような人気キャスターになることが夢で、そのためには日々の努力を欠かさない。しかし、現実は厳しく東京では雑用ばかりでニュース番組に一度も出演することなく、最終的には地方の支局に配属されてしまった。だが、財団とヴォルガーラの戦いを現場近くから実況中継するようになってからは脚光を浴びつつある。
終盤のあるミッションで彼女の乗ったヘリを撃墜すると本当に死亡してしまう。
生存していた場合はアスモダイとの最終決戦に駆けつけ、エーテル砲の圧倒的な火力を前にしてもあきらめず主人公を応援し、最後まで戦いを見守りリポートを行う。エピローグでは、この一連の事件で有名になったらしく様々な番組に引っ張りだこである事が語られる。
大田原 恭二（おおたわら きょうじ）
声 - 長嶝高士
大田原商事社長。ヴォルガーラとの戦争にこぎつけて、不当な地上げを行い、近隣住民を苦しめている。強欲な性格。ヴォルガーラの装置を「金になりそう」と言って持ち出し、結果として主人公に不利を強いるエピソードもある。千丈市には大田原商事のビルが聳え立っており、無論破壊が可能。
黒杉 信一郎（くろすぎ しんいちろう）
声 - 中田譲治
陸上自衛隊陸尉。千丈駐屯地所属で戦車隊の隊長を務める。正義感と責任感が強く、“地球を守る仕事ほど遣り甲斐のあるものは無い”と思っている。戦力不足でいつも僅かな戦車のみでヴォルガーラとの戦いに駆り出されるが、不平不満は口にしない。喚くばかりの山野を時に叱責し、時には励ましては幾度となく主人公と共闘する。戦いの後はヴォルガーラの再来に備えて訓練に明け暮れ、主人公にその時が来たらまた力を貸すように頼む。
基本的に彼らの乗る戦車は撃破されても影響は無いが、初登場のミッションのみ破壊されるとゲームオーバーとなる。ゲームシステム上、進路上にあるものは防衛対象であるはずの民間人や主人公だろうと平然と轢いて進む。
山野 武（やまの たけし）
声 - 肥後誠
陸上自衛隊陸士。千丈駐屯地所属。黒杉の気弱な部下で、常に何かしらの文句や愚痴を溢している。いつも理不尽な任務に駆り出されてはいるが、毎回生還するので悪運は強い。当初は「避難誘導専門の組織でも作ればいい。そしたら転職する」と言っていたが、実際に出来た避難誘導隊には本人の意思とは裏腹に最後まで転職できなかった。本人曰く、子供の頃は怪獣映画が好きだったらしい。戦いの後もボヤきつつ自衛隊を続けている。

## 組織
文明保全財団
ツキオカ・インダストリーを前身とする財団。機人の研究・開発を行っている。表向きの活動は文明の破滅要因についての研究。建物はカモフラージュで本部は地下1000メートルに存在する。政府からは完全に独立しており、機人の出動は財団の判断による。理事長は前理事長の実子が務める。
ツキオカ・インダストリー株式会社
数年前まで日本最大手の兵器会社で、主人公の父親が経営していた企業。当時の社長（主人公の父親）が三千年委員会の設備・研究を私的に買い上げた。だが、機人の莫大な開発費負担と無計画な経営により破産状態に陥る。後に、文明保全財団に組織変更した。実は千丈新都心にビルが残っており、マップ内を探さないと見つけられない。
三千年委員会
蓬莱博士と日本政府が中心になって設立した極秘組織。人類を西暦3000年まで存続させることを目的とし、機人による惑星資源の開拓を計画していた。しかし、機人を完成させることができず、プロジェクトは資金難で凍結した。後に、ツキオカ・インダストリーに買収された。
三咲重工
ツキオカ・インダストリーの没落後に急成長した日本の大手兵器会社。ブルノーズ重工と提携を結んでおり、全世界の対ヴォルガーラ兵器の20%を生産している。千丈市都心部に高さ故に一際目立つ本社ビルがあり、同敷地内に第一工場や研究所がある。関連会社に三咲海運がある（本社ビルは一年前に完成したばかりだと言われるが、ゲーム中では他の建物同様、倒壊してもミッション後に即座に再建される）。
本社ビルはミッション中では度々ヴォルガーラに狙われる。守りきれば「三咲重工賞」などの特別報酬が出るが、破壊し続けると三咲重工の経営が悪化していく。
ブルノーズ重工
ヴォルガーラ特需で大成功を収めたフランスの大手兵器会社。かつてはツキオカ・インダストリーと提携していたが、ツキオカの破産後は三咲重工と提携している。千丈市に日本支社がある。キャッチコピーは“未来創造企業”。
BNN (Broad News & Network)
日本有数の民間報道機関。本社所在地は東京。その取材手法はかなり危険なもので、財団から度々抗議を受けている。千丈市にも支局があり、防衛に成功すると「BNN感謝賞」がもらえる。
避難誘導隊
たびたび襲われる千丈市のために発足された避難誘導専門の民間組織。当然の事ながら千丈市に本部がある。
日本政府＆自衛隊
日本を統治する政府。過剰な軍備増強との批判を受けつつもヴォルガーラ対策を進めてきた。過去には三千年委員会の設立に関わったらしいが、真相は不明。ヴォルガーラの日本襲撃に対し、これといった戦果を上げられなかった日本政府。この状況を重く見た政府は、文明保全財団の京野から持ちかけられた契約を受理。ヴォルガーラの撃退に対して国から報奨金を支払うことで、文明保全財団への協力を要請する。
千丈第一高校
主人公や奈々穂が通う学校。真意は不明だが、度々ヴォルガーラの攻撃目標になる。防衛に成功すると「教育強化賞」がもらえる。あるミッションでは奈々穂が校舎内に取り残されている為、学校が破壊された瞬間にゲームオーバーになってしまう。
謎の組織
奏也が所属する謎の組織。ヴァルドルを有しており、かなりの規模の組織と考えられるが、すべては謎に包まれている。

## 用語

### 機人（KIZIN）
三千年委員会（後に文明保全財団へ改組）が長い年月と莫大な資金をかけて造りだした巨大人型ロボット。機人は「機械人類」の略であり、ウィルツ博士らは「ロボットではなく、新たな進化した人類の形」としており、発達途上ながら自我や知能も持っている。ネクタル放射線によって宇宙進出の適わない生身の人類に代わり、惑星資源の開拓を目的に開発された。当初は平和利用が目的で武装に関する研究は凍結されていたというが、ヴォルガーラの侵略に備え急遽、武装を取り付けた。現在では、唯一ヴォルガーラと戦える存在として世界中から注目を集めている。コックピット型ではなく、コントローラーで遠隔操作する。なお、機人を操るコントローラーは、PlayStation 2のものに酷似しているため、ゲーム中の操作説明と実際の操作とで違和感を覚えないようになっている。
機人ヴァヴェル（VAVEL）
セラフィム級格闘決戦兵器。最強の機人。唯一つ完全なる機人、機人の王とも呼ばれる。アルケミック・ドライブの中で最も高出力の「火」の元素で稼動しているという設定で、格闘戦で優れた能力を発揮する。一時的に能力を数倍に高める“ヴォルカニック・モード”を搭載するが、その過剰出力で機体がもたないため3分間が限界。三千年委員会本来の目的である「人類文明を西暦3000年まで存続させる」ためのシステムが搭載されており、全人類を滅ぼすだけのパワーを秘めている。
そのシステムとは「ジェネシスシステム」といい、ヴォルカニック・モードを越える能力をはじき出す人類種絶滅形態「ジェネシスモード」を発動したヴァヴェルが人類を半分に減らし、人類がいなくなった土地を環境再生に利用する。これを繰り返していき、人類を西暦3000年まで存続させるというものである。
ヴァヴェルは主人公と共に行動することで自我が芽生えはじめ、蓬莱博士の野望により主人公の機人を憎む心に呼応、ジェネシスモードを発動させ暴走してしまう。だが、ヴァヴェルは機人に心を許した主人公の呼びかけに答えて破壊活動を停止、更に自らの意思でプログラムを書き換えてジェネシスモードを制御可能にするという開発者ですら予想できなかった「進化」を遂げ、名実ともに人類最強の守護者となった。
このようにヴァヴェルは本作の主人公機と言える機体であり、最初に他の機体を選んだとしても物語の中心となる。ただし、その後の最強技を習得するシナリオは最初に選んだ機体でのみ発生する。
制空機ライオール（LAGUIOLE）
ケルビム級制空権防衛兵器。飛行要塞に変形できる機人。「風」の元素のアルケミック・ドライブを装備している。上空からの都市防衛用に開発された。飛行形態の開発に手間取っていたが、世界最高の航空技術を持つブルノーズ重工の協力で完成に至った。実弾兵器ではなく光学兵器を搭載する事により軽量化されており、3機の中で機動力は最も高いが、反面耐久力は低くなっている。
要塞機グラング（GLLANG）
スローンズ級陸上制圧型兵器。自走要塞に変形できる機人。「土」の元素のアルケミック・ドライブを装備している。元々は陸路からの兵器の輸送用として開発された。三咲重工の協力で多数の実弾兵器を搭載し、全身を重装甲で覆っている。ただし、3機の中で機体重量が最も重くなってしまい、機動力が低い。
ヴァルドル（VALDOR）
奏也が操る第4の機人。ヴァヴェル同様の武装とギガンティック・モードを搭載している。設定上では、「水」の元素を用いたアルケミック・ドライブを装備しており洋上での戦いを想定して開発されたとされる。ステルス機能も装備しており、レーダーによる追跡を無効化する。何故、奏也の手にあるのかは不明。
実はヴァヴェルのジェネシスシステム発動の鍵であり、ヴァヴェルを攻撃してジェネシスシステムを発動させようとする。ヴァヴェルが自らの意思でジェネシスシステムを制御下に置いた後は姿を見せなくなる。その後、ヴォルガーラとの最終決戦にて連合軍に加勢。圧倒的な強さで戦況を覆すが、最後に現れた暗黒神に敗れ、大破した。
結衣でストーリーモードをクリアすると対戦モードにて使用可能になる。

### ヴォルガーラ（VOLGARA）
ヴォルガーラ人が造りだした巨大人型兵器の総称。地球には存在しない金属、レプトン・カーボナイト合金で造られている。ファントム・システムを装備し、ミサイルなどの射撃攻撃を空間転移で回避するため、各国の軍隊は苦戦を強いられている。ストーリー中盤に判明するが、実は「ヴォルガーラ人の巨大人型兵器」と呼んでいたものがヴォルガーラ人そのものであった。ヴォルガーラ人がネクタル放射線の影響を受けず地球まで来られたのも、彼らが機械生命体であったからにほかならない。最終的にアスモダイが破壊されたことで地球から姿を消すが、ヴォルガーラ人自体は他にも宇宙に広く散らばっており、今回襲撃してきたのはその一部に過ぎないことがエンディングで語られる。
レイバラー（LABORER）
労働者階級のヴォルガーラ。知能や戦闘能力は低い。上位機種に「ドリル・レイバラー」「ファイア・レイバラー」「サイレン」がある。
ハーリアー（HAULIER）
レイバラーより攻撃力や防御力が向上した機体。ただし、重量が重いため機動性には劣っている。上位機種に「ハーリアー2」「サイクロン・ハーリアー」「ガーディアン」がある。
センチュリオン（CENTURION）
レイバラーやハーリアーを統括する戦闘能力に優れた機体。
サテライト・マシン
「怪人」とも称される人間サイズのロボット。空間転移で移動し、人間への攻撃も行う。当初はヴォルガーラ人だと思われていたが、実際はファントム・システムに必要なデータを収集するための装置に過ぎない。破壊されるとファントム・システムは使用不能になる。
宇宙生物ダンタリオン（DANTALION）
ヴォルガーラの生体兵器。ヴォルガーラが遺伝子情報をもとに地球で復元した。王道の怪獣の姿をしている。
軍将機
追い詰められたヴォルガーラ側が起動した、4体の戦闘専用の将軍ヴォルガーラ。
攻略ガイドに記載された裏設定によると、正式な名称は「ウォーロード」といい、ヴォルガーラがかつて他の機械生命体文明と戦争となった際に生み出された戦闘専用個体で、ヴォルガーラ神話に登場する「破壊神四兄弟」をモデルにしているのだという。
岩洞神バロウ
格闘戦に特化した軍将機。最初に戦うことになる。射撃武器は搭載していないが、高速かつ高威力の格闘戦や跳び膝蹴りによる強襲など接近戦では無類の強さを誇る。
幻神フォー
格闘戦も回避可能な非常に高度なファントム・システムを装備した二体目の軍将機。近距離戦闘でもワープを行い主人公を惑わせる。それによってシステムが機能停止しない限りは鉄壁の防御能力を持つが、本体の戦闘能力は他の軍将機よりも劣る。
風神フーガ
化学兵器を搭載した三体目の軍将機。両肩のプロペラ状のパーツからヴォルガーラの毒ガスである「レプトンガス」を散布し、世界各地で被害をもたらしていた。巨大な真空波カッターを放つ射撃戦も可能としている。
暗黒神ブロゥ
ヴァルドルをも撃破する性能を持つ最強の軍将機。最後に戦う軍将機でもある。両肩に小型ブラックホールを発射する重力兵器を装備し、射撃戦を得意とする。終盤にて友軍に加勢したヴァルドルを容易く打ち倒し、敵陣に奇襲をかけた主人公の前に現れ、一騎討ちの死闘の末撃破された。

終末兵器アスモダイ
本作のラストボス。暗黒神まで撃破されたことで追い詰められたヴォルガーラ側が作り出した最強の機体「終末兵器」で、地球の千丈市で採取した大量のジオライトを搭載しており、ジオライトのパワーを用いた絶大な破壊力を持つエネルギー砲「エーテル砲」を装備し、能力も機人や軍将機を遥かに凌駕している。ヘルマン博士をして「宇宙のすべてにも勝てる兵器はない」「完全なる機械の神」「機人の目指す究極体」と言わしめたほど。
設定上では、惑星を侵攻したヴォルガーラの一団が自分たちを脅かすほどの文明と衝突した際に、手に入った物資と技術を集結させ創り上げた機体に一団を指揮していた指導者個体が融合して誕生する決戦兵器で、ヴォルガーラ神話の「軍神アスモディア」を模しているとされる。
性能は完全にヴァヴェルを上回っているため、当初はヘルマン博士も絶望感を漂わせ、地上は焼き尽くされると諦めこんでいた。しかし仲間の援護、そしてこれまでの戦いから主人公と機体の織り成す絆が生んだ「可能性」の前には終末兵器も及ばず撃破され、ヴォルガーラ側は完全に侵攻の手立てをなくしたのだった。

### 兵器
90式戦車改
現行の戦車を改造したもの。“キュウマルカイ”の愛称で呼ばれる。武装は120mm滑空砲。
ブラックバット
ブルノーズ製の最新型戦闘ヘリ。武装は30mmチェーンガン機関砲とヘルファイア対戦車ミサイル。
不動級巡洋艦・高雅
海上自衛隊の最新型のイージス艦。建造時は“過剰な防衛力”との非難が相次いだが、現在では対ヴォルガーラ戦の活躍が期待されている。武装は対ヴォルガーラ・ミサイルと魚雷。しかし出動早々、ヴォルガーラのファントム・システムの前になすすべもなく、撃沈される。
対ヴォルガーラ・ミサイル
対ヴォルガーラを想定して開発された強力なミサイル。だが、実際にはヴォルガーラのファントム・システムを前にその多くが無効化された。
天門（あまかど）
三咲重工とブルノーズ重工が共同開発している対ヴォルガーラ用秘密兵器である衛星レーザー砲。ストーリー展開によっては最終決戦時に三咲勝が未完成状態でありながら起動、天門は大破するがアスモダイのエーテル砲を中破させ勝利への活路を開く。
避難用車両
市民の避難用に開発された特殊装甲バス。製造コストが通常のバスの7 - 10倍かかるため配備が遅れている。この車両を掴むミッションが存在し、掴み動作のチュートリアル的な内容となっている。
AIパトカー
千丈市の治安を守るため市内を走り回るパトカー。AIによって自動制御されているので無人である。しかし一定の巡回ルートをただ回っているだけで、ヴォルガーラには簡単に踏み潰され役に立たない上、道路にいる主人公や避難市民をひき逃げしていくなど、その存在には疑問符が付く。作中では専ら、路上での機人操縦を妨害する役割でしかない。機人で掴んで投げることができる。
キャリアー
ヴァヴェルを遠隔地に運ぶための大型輸送車。遠方に出撃する時は常に使用しているものと思われるが、外見を確認できるのは第2話のみ。
ハンド・グレネード
財団が開発した対ヴォルガーラ用の特殊手榴弾。何十発も使えばヴォルガーラさえ倒すことができるが、本来の目的以外にも様々な使い方が存在するらしい。奏也はブルノーズ製のハンド・グレネードを愛用している。
この武器を使う事で主人公自身の攻撃が可能。しかし使い方次第では主人公自らが街を破壊する事や、同行者や避難市民を吹き飛ばす事すらできてしまう。戦闘中でなくとも投げられ、その行為を咎められる事も無い。かと言って目的地に設定されている建物まで破壊してしまうとほとんどの場合は叱責と共にゲームオーバーになってしまう。
グラビティ・ドライブ
財団が開発した小型の重力制御装置。短時間の飛行を可能にする。これにより主人公は数十メートルの高さまで飛ぶ事が出来る。しかし、落下の場合はこの装置の使用に関係無くどんなに高所から落ちてもダメージは一切無い（着地のモーションも無い）。ジャンプや飛行の出来ない同行者も同様である。
パーソナル・ブースター
財団が開発した加速装置。主人公の移動スピードが速くなる。
パーソナル・シールド
財団が開発した小型携帯バリア発生装置。主人公の耐久力が上昇する。

### その他
アルケミック・ドライブ
機人の動力源。ウィルツ博士が開発した。正式名称は元素反応転換機関。
ファントム・システム
ヴォルガーラの特殊武装。物体を瞬時に移動させるテクノロジーのこと。長距離移動が可能で、どんな包囲網も一瞬で突破することができる。また、一定以上の熱量と速度を持つミサイルなどの射撃兵器にも反応し、自動的に回避するため、各国の軍隊は苦戦を強いられている。唯一の弱点は、パンチなどの至近距離からの打撃攻撃に対応できないことであり、機人が有効な抵抗手段となっているのはそのため。衝撃に弱いのかある程度の打撃を受けると機能停止し、それ以降はミサイル等が通用するようになる。
ネクタル放射線
宇宙に飛び交う有害な放射線の総称。あらゆる物質を貫通し、生物を死に至らしめる。防ぐ手立てはなく、この世界において有機生命体の宇宙進出は理論的に不可能である。地球上では大気が盾となっているため、大量に降り注がない限り安全である。この世界の人類もかつてはロケット開発や宇宙ステーションの建造によって宇宙進出を目指していたが、大気圏外に出た人員が全滅するという最悪の事態が相次ぎ、宇宙関連のプロジェクトは全て断念された。宇宙進出を阻んだ存在として、一般にはネクタルの障壁とも呼ばれている。これにより、人類は永遠に地球を離れられず、外宇宙から生命体が訪れる事も決して無いと思われていたが、ヴォルガーラの来訪によってその予測は覆される。
千丈市
主人公たちが住む街。首都機能分散計画のモデルケースになっており、都心部では再開発が進んでいる。三咲重工やBNNといった大企業の本社や支社も多い。海に隣接している。
千堅街道
千丈市と東京を結ぶ街道。戦車形態のグラングや大型輸送車が走行できるようにつくられており、有事の際は機人を迅速に首都に送ることができる。
特別褒賞
基本報酬とは別に、特定の施設の防衛に成功した場合や、街の被害額を最小限に抑えた場合に獲得できる特別ボーナス。「三咲重工賞」「三咲重工工場賞」「建設大臣賞」などがある。
ジェネシス・プロジェクト
かつて三千年委員会が提唱した人類を西暦3000年まで存続させるためのプロジェクト。現在は中止が決定されており、その内容も少数の限られた人間しか知らない。
ジオライト
アルケミック・ドライブの燃料となる特殊な希少鉱物。ヴォルガーラたちもこのジオライトを動力としている。千丈市には宇宙的に見ても大規模なジオライト鉱山があり、そのためヴォルガーラは執拗に千丈市へ攻撃を仕掛けていた。
パンダ・ベーカリー
千丈第一高校の近くにあるパン屋。奈々穂の当面のバイト先。破壊すれば当然奈々穂の生活が苦しくなる。ゲーム内ではパン屋というより「奈々穂のバイト先」という位置付けであり、中盤まではここを破壊する度に奈々穂がバイト先を失って仕事を変えていると言う設定になる。この他にも「喫茶店ばろん」というバイト先も登場する。
矢尾屋
千丈市にある小さな八百屋。奈々穂が住み込みのバイト先として最終的に落ち着く場所。彼女の生活が困窮していなければ戦いの後もここで暮らす事になる。近くに出来たスーパーマーケットに客を取られているという。

## スタッフ
- 監督・脚本・ゲームデザイン - 本間毅寛
- キャラクターデザイン - 川元利浩（ボンズ）
- 機人オリジナルデザイン - 五十嵐雅継
- 機人オリジナルモデリング - 冨田大道
- 機人CGイラストレーション - 佐藤英
- 企画開発 - 合資会社サンドロット
- 制作販売 - 株式会社エニックス

## 海外展開
アメリカでは2002年11月5日に『Robot Alchemic Drive』のタイトルで発売された。
言語が英語化されている他、主人公やNPCがダメージを受けた際の出血表現が追加されている。

## 関連書籍
- ギガンティック ドライブ 完全攻略ガイド、メディアワークス、2002年、ISBN 4-8402-1936-2